# 1962 en Suisse
Chronologie de la Suisse
- 1958
- 1959
- 1960
- 1961
- 1962
- 1963
- 1964
- 1965
- 1966

Chronologie de la Suisse
1961 en Suisse - 1962 en Suisse - 1963 en Suisse

## Gouvernement au1erjanvier 1962
- Conseil fédéral[1]:
  - Paul Chaudet PRD, président de la Confédération
  - Willy Spühler PSS, vice-président de la Confédération
  - Friedrich Traugott Wahlen UDC,
  - Hans Schaffner PRD
  - Ludwig von Moos PDC,
  - Jean Bourgknecht PDC
  - Hans Peter Tschudi PSS

## Évènements

### Janvier
Lundi 15 janvier 
- Le prix de l’essence est majoré de cinq centimes.

 Mardi 16 janvier 
- Décès à Bâle, à l’âge de 77 ans, de l’écrivain Emanuel Stickelberger.

 Jeudi 18 janvier 
- Le hockeyeur Reto Delnon, entraîneur de l'équipe nationale de hockey sur glace, est limogé en raison de son appartenance au Parti suisse du Travail.

 Jeudi 25 janvier 
- Décès, dans un train entre Frasne et Vallorbe de l’architecte Jean Tschumi, âgé de 58 ans.

### Février
Dimanche 4 février 
- Les alpinistes suisses Paul Etter et Hilti von Allmen réussissent la première ascension hivernale de la paroi nord du Cervin (VS).
- Pour la première fois de son histoire, le HC Viège devient champion de Suisse de hockey-sur-glace.

 Samedi 10 février 
- Décès, à l’âge de 81 ans, de l’ancien conseiller fédéral Eduard von Steiger

 Mercredi 14 février 
- Une avalanche ensevelit six skieurs à Leysin (VD).

### Mars
Dimanche 4 mars 
- Myrian Weber-Perret et Jacques-René Fiechter fondent l'Alliance culturelle romande.

 Vendredi 23 mars 
- adoption de la loi fédérale sur la procédure de l’Assemblée fédérale, ainsi que sur la forme, la publication et l’entrée en vigueur des actes législatifs[2] (entrée en vigueur le 1er décembre).

 Dimanche 25 mars 
- Décès à Chexbres (VD), à l’âge de 78 ans, du physicien Auguste Piccard.

### Avril
Dimanche 1er avril 
- Votations fédérales. Le peuple rejette, par 537 138 non (65,2 %) contre 286 895 oui (34,8 %), l'Initiative populaire « pour l'interdiction des armes atomiques »

 Jeudi 5 avril 
- Les deux équipes qui creusent le Tunnel du Grand-Saint-Bernard opèrent leur jonction en venant à bout de la dernière paroi qui les sépare.

 Samedi 14 avril 
- Décès à Lausanne, à l’âge de 71 ans, de l’éditeur Henry-Louis Mermod.

### Mai
Dimanche 6 mai 
- Elections cantonales à Berne. Fritz Giovanoli (PSS), Virgile Moine (PRD), Dewet Buri (UDC), Rudolf Gnägi (UDC), Robert Bauder (PRD), Henri Huber (PSS), Fritz Moser (UDC), Hans Tschumi (UDC) et Erwin Schneider (PSS) sont élus au Conseil d’Etat lors du 1er tour de scrutin.
- Le Servette FC s’adjuge, pour la quinzième fois de son histoire, le titre de champion de Suisse de football.

 Jeudi 10 mai 
- Mise en service, sur une longueur de 8 km, du premier tronçon de l'autoroute A1 au Grauholz, près de Berne.

 Samedi 12 mai 
- Décès à Genève, à l’âge de 94 ans, de l’anthropologue Eugène Pittard.

 Samedi 19 mai 
- Décès à Sanary-sur-Mer Var, à l’âge de 85 ans, de l’écrivain Benjamin Vallotton.

 Dimanche 27 mai 
- Votations fédérales. Le peuple approuve, par 442 559 oui (79,1 %) contre 116 856 non (20,9 %), l’article constitutionnel sur la protection de la nature et du paysage.
- Votations fédérales. Le peuple rejette, par 381 229 non (68,3 %) contre 176 737 oui (31,7 %), la modification de la loi sur les indemnités de présence et de déplacement des membres du Conseil national et des commissions de l'Assemblée fédérale.

 Mercredi 30 mai 
- Décès à Lausanne, à l’âge de 83 ans, de Pierre Gilliard, précepteur de grandes-duchesses russes.

### Juin
Samedi 2 juin 
- Le gouvernement valaisan ordonne aux pilotes d'hélicoptère Hermann Geiger et Fernand Martignoni de détruire, à l'aide de désherbants, les vignes plantées illégalement à Saxon, Fully, Saillon et Vétroz. Quelques vignerons ripostent en tirant sur les hélicoptères.

 Dimanche 3 juin 
- 300 000 personnes participent au Rassemblement protestant romand au stade de la Pontaise, à Lausanne.

 Vendredi 8 juin 
- Décès à Rüschlikon (ZH), à l’âge de 73 ans, de Gottlieb Duttweiler, fondateur de la Migros.

 Lundi 18 juin 
- Décès à Zurich, à l’âge de 83 ans, du compositeur Volkmar Andreae.

 Mercredi 20 juin 
- L’Allemand Hans Junkermann remporte le Tour de Suisse cycliste

### Juillet
Dimanche 1er juillet 
- Le Conseil fédéral reconnaît l’indépendance du Rwanda, ainsi que l’indépendance du Burundi.

 Vendredi 20 juillet 
- Inauguration du barrage de Luzzone, dans le val Blenio (TI).

### Août
Jeudi 9 août 
- Décès à Montagnola (TI) du poète Hermann Hesse

 Vendredi 24 août 
- Décès à Vevey, à l’âge de 82 ans, de l’aquarelliste Louis-René Moilliet.

 Samedi 25 août 
- Trois Venoms s’écrasent au col de la Furka. Les trois pilotes sont tués.

 Mardi 28 août 
- Décès à Rolle (VD), à l’âge de 73 ans, de l’écrivain et journaliste Edmond Privat.

### Septembre
Lundi 3 septembre 
- Démission, pour raisons de santé, du conseiller fédéral Jean Bourgknecht.

 Jeudi 27 septembre 
- Élection au Conseil fédéral de Roger Bonvin (PDC, VS).

 Vendredi 28 septembre 
- Premier numéro du magazine Femina, qui remplace La Semaine de la Femme.

### Octobre
Mardi 9 octobre 
- Le Conseil fédéral reconnaît l’indépendance de l’Ouganda.

 Mercredi 31 octobre 
- Décès à Muralto, à l’âge de 66 ans, de l’ancien conseiller fédéral Thomas Holenstein.

### Novembre
Dimanche 4 novembre 
- Votations fédérales. Le peuple approuve, par 331 059 oui (63,7 %) contre 188 731 non (36.3 %), la révision constitutionnelle sur le nombre de sièges du Conseil national.

### Décembre
Lundi 10 décembre 
- Inauguration du Grand Théâtre à Genève.
- Les Chambres fédérales approuvent l’adhésion au Conseil de l’Europe où la Confédération n’avait jusqu’ici qu’un statut d’observateur.